# 安岳白塔大佛寺摩崖造像
白塔大佛寺摩崖造像位於四川省資陽市安岳縣白塔寺鄉師家村四組銀盤山上。該處造像刻于長15米，高7米的崖壁上，現存宋代摩崖造像16尊，保存較好。大佛寺造像龕窟為方形平頂，是典型的宋代摩崖石刻造像龕窟。龕寬6米，深1.2米，高1.5米。造像內容為華嚴三聖，正中主像華嚴三聖，中為毗盧佛，左為文殊菩薩，右為普賢菩薩，坐像高3.3米，座高1.2米，均頭戴半縷空寶冠，身著通肩袋裝，結跏趺坐于金剛座上。華嚴三聖後壁刻化佛4尊，其中以維摩詰居士像最為精美。安岳大佛寺摩崖造像規模較大、雕刻精湛，且保存較好，是典型的宋代摩崖石刻作品，對於研究宋代的政治、經濟、文化和石刻藝術、宗教信仰等，都具有較高的價值。1988年，安岳大佛寺摩崖造像被安岳縣人民政府公佈為縣級文物保護單位。2012年7月16日公佈為第八批四川省文物保護單位。